# Кризис среднего возраста (фильм)
«Кризис среднего возраста» — российский фильм 1997 года, снятый Гариком Сукачёвым.

## Сюжет
Главный герой фильма Сергей (Дмитрий Харатьян) переезжает в Москву из Санкт-Петербурга, чтобы обрести нарушенное душевное спокойствие — произошёл тяжёлый разрыв с женой. С помощью старого друга Влада (Фёдор Бондарчук), однокурсника по медицинскому институту, он устраивается работать врачом «скорой помощи» (сам Влад по прямой специальности не работает, и чем занимается — по сюжету фильма неясно; по косвенным признакам, он «коммерсант» — в его колоритных разговорах с неким «деловым партнёром» постоянно поднимаются темы «нет денег — нет товара» и т.п.).
Сергей принимается за работу врача «скорой помощи» в компании миленькой, но грустно-циничной медсестры (Евгения Добровольская) и водителя старенького медицинского «РАФика» Энджи (Гарик Сукачёв) — во всех отношениях примечательного типа, с неожиданной репутацией среди местных бандитов.
По ходу действия главный герой попадает в различные ситуации, связанные с исполнением своих обязанностей врача «неотложки». В каждой из них подчеркивается его внимательность к людям и отторжение профессионального цинизма. Расслабляется главный герой снами о детских годах и, однажды, наркотическим «улётом» под ЛСД.
Действие фильма постоянно перемежается реминисценциями на тему детства и юности главного героя.
Музыка к фильму, написанная Гариком Сукачёвым, в 1998 году издана в виде одноимённого сольного альбома музыканта. В альбом также вошла песня «Летка-енка» в исполнении Ивана Охлобыстина и группы «Неприкасаемые».

## В ролях
- Дмитрий Харатьян — Сергей
- Александр Балуев — Григорий Копытин, художник
- Евгения Добровольская — Марина Добровольская, медсестра / тётя из детских воспоминаний Сергея
- Иван Охлобыстин — владелец бара / морячок из ранней юности Сергея
- Михаил Ефремов — Тимоха и друг Влада
- Гарик Сукачёв — Пётр Геннадьевич Инжаков (Энджи)
- Николай Пастухов — Бессонов
- Татьяна Лаврова — сумасшедшая
- Фёдор Бондарчук — Влад
- Дарья Мороз — Лена Спилягина
- Миша Ясючек — Серёжа
- Виктор Сумароков — Ёк-Мокалёк, главврач